# Micropyropsis
Micropyropsis là một chi thực vật có hoa trong họ Hòa thảo (Poaceae).

## Loài
Chi Micropyropsis gồm các loài: